# ميخائيل أوغسطين
ميخائيل أوغسطين (بالإنجليزية: Michael Augustine)‏ (9 ديسمبر 1992 بكانو في نيجيريا - ) هو لاعب كرة قدم نيجيري في مركز الوسط. لعب مع نيو إنجلاند ريفولوشن وAbuja F.C. ‏.

## وصلات خارجية
- ميخائيل أوغسطين على موقع قاعدة بيانات كرة القدم.إي يو (الإنجليزية)